# Reiko Shiota

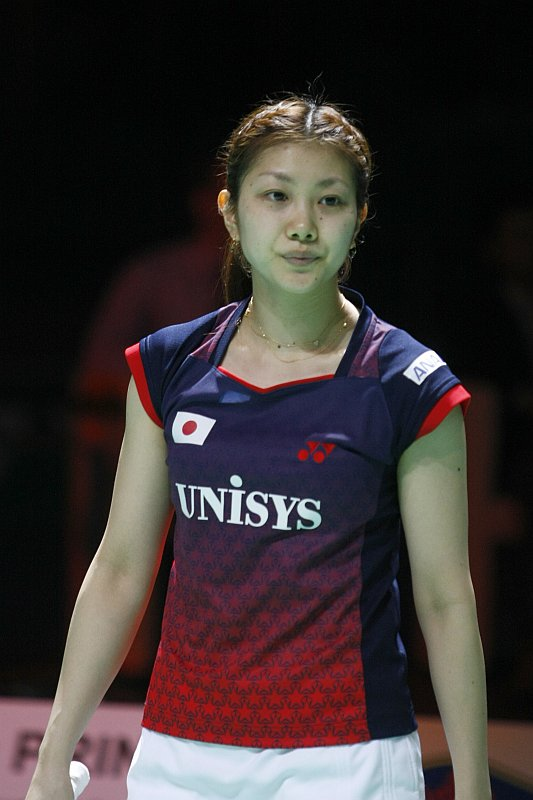
Reiko Shiota

Reiko Shiota (jap. 潮田 玲子, Shiota Reiko; * 30. September 1983 in Kanda, Präfektur Fukuoka)  ist eine Badmintonspielerin aus Japan.

## Karriere
Reiko Shiota besuchte die Aratsu-Mittelschule in Kanda und dann die an die Internationale Universität Kyūshū angeschlossene Privatoberschule im benachbarten Kitakyūshū, wie ihre spätere Teamkollegin bei Unisys Ayane Kurihara. Vom 22. März 2002 bis zum 30. April 2010 spielte sie für das Firmenteam von Sanyo und wechselte dann zu Nihon Unisys.
Shiota gewann ihren ersten internationalen Titel in Schottland bereits ein Jahr vor ihrem ersten nationalen Titel. Diesen japanischen Doppeltitel gab sie gemeinsam mit Kumiko Ogura, mit der sie alle ihre großen Erfolge errang, bis 2008 nicht mehr aus den Händen. 2005 wurden beide Asienvizemeister, 2007 holten sie Bronze bei der gleichen Veranstaltung. Im selben Jahr wurden sie ebenfalls Dritte bei der Weltmeisterschaft. 2008 konnten sich beide für Olympia qualifizieren und wurden dort Fünfte. In der Badmintonfachwelt und in Japan wird die Paarung Ogura/Shiota zu Ogushio vereinfacht; ihr erfolgreiches Mixed-Doppel mit Shintarō Ikeda 2009 auch Ikeshio.
Reiko Shiota genießt in den Medien der westlichen Industrieländer eine für asiatische Badmintonspielerinnen ungewohnt große Popularität, da ihr Äußeres den dortigen Vorstellungen von einem japanischen Schönheitsideal wohl nahekommt.

## Erfolge
| Saison    | Veranstaltung                              | Disziplin   | Platz | Name                        |
| --------- | ------------------------------------------ | ----------- | ----- | --------------------------- |
| 2003      | Schottland: Internationale Meisterschaften | Damendoppel | 1     | Kumiko Ogura / Reiko Shiota |
| 2004      | Japan: Einzelmeisterschaften               | Damendoppel | 1     | Kumiko Ogura / Reiko Shiota |
| 2005      | Japan: Einzelmeisterschaften               | Damendoppel | 1     | Kumiko Ogura / Reiko Shiota |
| 2005      | Asienmeisterschaft                         | Damendoppel | 2     | Kumiko Ogura / Reiko Shiota |
| 2005/2006 | Dänemark: Internationale Meisterschaften   | Damendoppel | 1     | Kumiko Ogura / Reiko Shiota |
| 2006      | Japan: Einzelmeisterschaften               | Damendoppel | 1     | Kumiko Ogura / Reiko Shiota |
| 2007      | Asienmeisterschaft                         | Damendoppel | 3     | Kumiko Ogura / Reiko Shiota |
| 2007      | Weltmeisterschaft                          | Damendoppel | 3     | Kumiko Ogura / Reiko Shiota |
| 2007      | Japan: Einzelmeisterschaften               | Damendoppel | 1     | Kumiko Ogura / Reiko Shiota |
| 2008      | Japan: Einzelmeisterschaften               | Damendoppel | 1     | Kumiko Ogura / Reiko Shiota |
| 2008      | Olympia                                    | Damendoppel | 5     | Kumiko Ogura / Reiko Shiota |